# Eberhard Rothfuß
Eberhard Rothfuß (* 1970) ist ein deutscher Geograph.

## Leben
Nach der Promotion 2003 in Geographie an der Universität Würzburg war er von 2004 bis 2010 wissenschaftlicher Assistent am Lehrstuhl für Anthropogeographie der Universität Passau. Nach der Habilitation 2012 in Passau ist er seit 2014 Lehrstuhlinhaber für Sozial- und Bevölkerungsgeographie, Geographisches Institut der Universität Bayreuth.

## Schriften (Auswahl)
- Ethnotourismus – Wahrnehmungen und Handlungsstrategien der pastoralnomadischen Himba (Namibia). Ein hermeneutischer, handlungstheoretischer und methodischer Beitrag aus sozialgeographischer Perspektive. Mit 8 Tabellen. Passau 2004, ISBN 3-9807866-3-3.
- Exklusion im Zentrum. Die brasilianische Favela zwischen Stigmatisierung und Widerständigkeit. Bielefeld 2012, ISBN 3-8376-2016-6.